# Liste der isländischen Botschafter in den Vereinigten Staaten
Dies ist eine Liste der isländischen Botschafter in den Vereinigten Staaten.
| #  | Name                           | Anstellung        | Posten verlassen  |
| -- | ------------------------------ | ----------------- | ----------------- |
| 1  | Thor Thors                     | 23. Oktober 1941  | 11. Januar 1965   |
| 2  | Pétur Thorsteinsson            | 1. August 1965    | 1. Oktober 1969   |
| 3  | Magnús V. Magnússon            | 1. Oktober 1969   | 4. April 1971     |
| 4  | Guðmundur Ívarsson Guðmundsson | 1. August 1971    | 2. März 1973      |
| 5  | Haraldur Kröyer                | 2. März 1973      | 21. Juli 1976     |
| 6  | Hans G. Andersen               | 21. Juli 1976     | 24. November 1986 |
| 7  | Ingvi S. Ingvarsson            | 24. November 1986 | 17. Dezember 1990 |
| 8  | Tómas Ármann Tómasson          | 17. Dezember 1990 | 9. Dezember 1993  |
| 9  | Einar Benediktsson             | 9. Dezember 1993  | 21. November 1997 |
| 10 | Jón Baldvin Hannibalsson       | 16. März 1998     | 9. Dezember 2002  |
| 11 | Helgi Ágústsson                | 9. Dezember 2002  | 8. Dezember 2006  |
| 12 | Albert Jónsson                 | 8. Dezember 2006  | 8. Januar 2009    |
| 13 | Hjálmar W. Hannesson           | 8. Januar 2009    | 1. Oktober 2011   |
| 14 | Guðmundur Árni Stefánsson      | 1. Oktober 2011   | 23. Februar 2015  |
| 15 | Geir Haarde                    | 23. Februar 2015  |                   |